# Gundel Wittmann
Wally »Gundel« Wittmann, nemška atletinja in rokometašica, * 18. september 1905, Berlin, Nemško cesarstvo, † 28. maj 1990, Berlin.
Ni nastopila na poletnih olimpijskih igrah. Leta 1926 je postala nemška državna prvakinja v teku na 100 m. 22. avgusta 1926 je postavila svetovni rekord v teku na 100 m s časom 12,4 s, ki je veljal do maja 1928.